# Sebastian Thrun
Sebastian Thrun, né le 14 mai 1967 à Solingen, est un chercheur en informatique allemand.
Professeur à l'université Stanford et directeur du Stanford Artificial Intelligence Laboratory (SAIL), il a dirigé le développement du véhicule robotisé « Stanley » qui a remporté le DARPA Grand Challenge 2005, et qui est exposé au musée national d'histoire américaine. Son équipe a également développé « Junior », qui a terminé deuxième au DARPA Grand Challenge 2007, et le Kitty Hawk Flyer.
Thrun est également connu pour ses travaux sur les techniques de programmation probabiliste en robotique, avec des applications comme la cartographie robotique.
Thrun a été élu à l'Académie nationale d'ingénierie américaine et à la Leopoldina.
En mars 2011 il démissionne de la chaire X Lab de l'Université de Stanford pour fonder la société Udacity. 